# Virginie Calmels
Pour les articles homonymes, voir Calmels.
Virginie Calmels, née le 11 février 1971 à Talence (Gironde), est une cheffe d'entreprise et femme politique française.
Entre 1998 et 2014, elle est cadre dirigeante dans les groupes de médias Canal+ et Endemol.
En mars 2014, elle devient première adjointe au maire de Bordeaux, Alain Juppé, vice-présidente de Bordeaux Métropole et présidente du groupe d'opposition de la région Nouvelle-Aquitaine.
Elle est à cette époque présentée comme probable future maire de Bordeaux, en succession d'Alain Juppé. 
Entre 2017 et 2018, elle est première vice-présidente des Républicains et vice-présidente déléguée (« numéro 2 ») ; elle est limogée en raison de ses prises de positions contre Laurent Wauquiez.
En mars 2019, elle décide de quitter la mairie de Bordeaux en même temps qu’Alain Juppé pour retourner dans le privé. Elle rejoint alors brièvement le groupe Barnes.
Virginie Calmels est désormais entrepreneur, ayant créé en 2020 le groupe d’enseignement CV Education, destiné aux métiers de demain dans le domaine des industries créatives et administratrice de plusieurs sociétés cotées. 
Elle est également colonel de gendarmerie dans la réserve citoyenne et auditrice de l’Institut des Hautes Etudes de Défense Nationale (IHEDN- promotion 77).
Le 24 juin 2025, Virginie Calmels est élue présidente de Croissance Plus, face à Alexandre Pebereau, pour un mandat de 2 ans.

## Biographie

### Études
Virginie Calmels fait ses études au lycée Marceau de Chartres puis intègre une classe préparatoire aux grandes écoles au lycée Claude-Bernard de Paris. Elle est diplômée de l'École supérieure de commerce de Toulouse (promotion 1993), d'études supérieures comptables et financières (DESCF) en 1994, d'expertise comptable et commissariat aux comptes en 1998 ainsi que de l'Advanced Management Program (AMP) de l'Institut européen d'administration des affaires (Insead, promotion 2002). En juin 2025, elle est diplômée de l’Institut des Hautes Etudes de Défense Nationale (IHEDN - promotion 77).

### Carrière professionnelle

#### Dirigeante d'entreprises
Sa carrière débute en 1993 en tant qu'auditrice financière puis comme directrice de mission au cabinet Salustro Reydel.
En 1998, elle rejoint NC Numericable (groupe Canal+) en qualité de directrice financière. En 1999, elle devient directrice administrative et financière de la start-up Skygate BV (hautes technologies satellitaires) à Amsterdam aux Pays-Bas présidée par Christian Blanc.
De 2000 à 2002, elle est directrice financière de l'international et du développement du groupe Canal+, puis directrice financière de Canal+SA. En 2002, elle est nommée directrice générale adjointe puis codirectrice générale déléguée de la chaîne. À Canal+ et à Numericable, elle mène deux plans sociaux réussis, au nom de « l'efficacité et la compétitivité de l'entreprise ».
Elle rejoint en 2003 le groupe de production télévisuelle Endemol France en tant que directrice générale. Elle en devient présidente en 2007. En février 2010, elle annonce la création d'un comité de déontologie composé de personnes comme Elizabeth Badinter, Louis Schweitzer, le pédopsychiatre Stéphane Clerget et Christine Albanel. Le 11 mai 2012, au vu du taux de rentabilité d'Endemol France (le plus élevé des 31 pays du groupe), elle devient directrice générale déléguée d'Endemol Monde, tout en conservant ses fonctions de présidente d'Endemol France.
Le 18 janvier 2013, après dix dans l'entreprise, elle annonce sa décision de démissionner de ses fonctions de directrice générale d'Endemol Monde et de présidente d'Endemol France pour créer sa propre entreprise, Shower Company. Virginie Calmels est au même moment nommée présidente du Conseil de Surveillance d'Eurodisney. 
Le 28 janvier 2014, Alain Juppé dévoile sa liste pour les Élections municipales de 2014 à Bordeaux sur laquelle figure Virginie Calmels. À l'issue des élections municipales, elle devient première adjointe chargée de l'emploi, des relations avec les entreprises, du développement économique et de la croissance durable puis conseillère régionale de Nouvelle-Aquitaine, mettant en sommeil ses activités de chef d’entreprise pendant plus de 5 ans. En février 2019, le jour de l’annonce de la nomination d’Alain Juppé au Conseil Constitutionnel, Virginie Calmels quitte ses mandats exécutifs bordelais pour retourner dans le privé.
Le cabinet de chasseur de tête Sterling mandaté par le Groupe Barnes lui propose fin 2018 de rejoindre ce dernier. Elle accède en mars 2019 à la présidence de Barnes France, filiale du groupe immobilier international de luxe Barnes, et prend la tête des entités Barnes International et Barnes Hospitality. L’Arrêt de la Cour d’Appel rendu le 10 novembre 2022 a confirmé que Virginie Calmels a démissionné de ses fonctions le 22 juin 2019, 3 mois et demi après son arrivée, à la suite d'une divergence majeure quant à la mise en œuvre du plan de transformation qu'elle avait proposé dans un audit rendu le 5 juin 2019 dans lequel elle soulignait de nombreux risques juridiques, sociaux et fiscaux.   
Suite à son départ, Barnes a tenté de discréditer Virginie Calmels au travers de la presse et de nombreuses procédures judiciaires. Barnes a finalement perdu tous les procès intentés (au civil contre Virginie Calmels selon jugement de la Cour d’Appel du 10 novembre 2022 et contre Sterling selon jugement de la Cour d’Appel d’avril 2025, et au pénal en diffamation Barnes a été débouté par jugement correctionnel le 12 mars 2021, ainsi qu'en appel le 8 décembre 2021, avec rejet des pourvois en cassation intentés par Barnes. Par ailleurs, l'Informé révèle également que des montants significatifs de redressements fiscaux figurent désormais dans les comptes de Barnes et que la résidence fiscale du dirigeant majoritaire est désormais en Espagne après le Luxembourg.
A la suite de cette aventure, Virginie Calmels a refusé toutes les propositions professionnelles qui lui ont été offertes afin de devenir entrepreneur et de posséder la majorité du capital de son entreprise CV Education. 

#### Entrepreneuriat et lancement de l'école Futurae
Virginie Calmels a lancé en février 2020 une école de l'enseignement supérieur, Futurae, destinée aux industries créatives et au marketing numérique.
L'école est basée à Boulogne-Billancourt et accueille plus de 300 étudiants. Pour un coût annuel de 7 500 à 9 500 euros, les diplômes de mastères sont inscrits au répertoire national des certifications professionnelles et de la formation continue.
L'école a ouvert officiellement ses portes en octobre 2020. Tous les étudiants de la première promotion de Mastères diplômés en 2022 ont un emploi, à l’exception d’un étudiant qui n’a pas obtenu son diplôme et d’une étudiante qui a souhaité effectuer un autre mastère.

#### Administratrice de sociétés
En janvier 2013, elle est nommée présidente du conseil de surveillance d’Euro Disney, dont elle était déjà membre depuis 2011, mandat dont elle a démissionné le 8 février 2017 à la suite de son engagement en politique nationale.
De 2014 à 2016, Virginie Calmels est administratrice indépendante de 2014 à 2016 de Technicolor puis censeur de juillet 2016 à mai 2017.
Le 6 novembre 2019, Virginie Calmels rejoint le groupe Oui Care en tant que Présidente du conseil stratégique dont la mission est de contribuer à la stratégie de croissance du Groupe Oui Care qui ambitionne de devenir le leader mondial des services à la personne d'ici 15 ans, mandat dont elle a démissionné fin 2024.
Depuis 2009, Virginie Calmels est administratrice de la société Iliad (Free) et assure la Présidence du Comité ESG. 
Elle est également administratrice d'Assystem depuis mars 2016. 
Depuis le 1er avril 2022, Virginie Calmels est administratrice indépendante de la société Pull Up (ex Focus Entertainment).
Depuis le 17 mai 2022, elle est également administratrice de Ipsos, et Présidente du Comité ESG jusqu’en mai 2025 puis Présidente du Comité d’Audit depuis mai 2025.

### Famille et vie privée
Virginie Calmels est la fille de Jean-Marie Calmels, né à Lourmel en Algérie française, viticulteur privé de ses biens lors de la guerre d'Algérie, administrateur de sociétés, ancien président de la fédération française des associations de commerçants et vice-président du Conseil National du Commerce , et de Paule Calmels, conseillère en droit social.
Virginie Calmels est divorcée d'Olivier Guiard-Schmid en mars 2000, et non remariée.
Quelques années plus tard, alors qu’elle devait se marier avec Christian Blanc, ancien PDG d’Air France. « Elle a annulé ses noces 3 semaines avant la cérémonie » comme l'a révélé Les Echos, mais conserve une grande proximité amicale avec son ainé de 29 ans. 
Sa brève relation avec Jérôme Chartier rencontré durant ses années d’engagement politique s’est achevée en 2021.
Elle a eu deux enfants avec François-David Cravenne (fils de Georges Cravenne et ancien conseiller de Paris) respectivement en 2006 et 2009 prénommés Pénélope et Fitzgerald.

## Engagements associatifs caritatifs
En parallèle de ses activités professionnelles, Virginie Calmels a cofondé l’association caritative Ares Coop (insertion) avant que cette dernière ne soit absorbée par l'association Ares. Elle en devient alors administratrice jusqu’en 2006.
En 2004, elle devient membre du Centre d’étude et de prospective stratégique (CEPS). Elle en sera administratrice à partir de 2009, puis vice-présidente en 2010 ; elle démissionne en 2015[réf. nécessaire] mais demeure membre d'honneur. Elle est élue vice-présidente du Syndicat des producteurs et créateurs d'émissions de télévision (SPECT) à sa création, en 2004. Elle en démissionnera en janvier 2013[réf. nécessaire].
Le 6 novembre 2019, Virginie Calmels devient également Présidente d'honneur du Fonds de solidarité Oui Care qui lutte contre les violences faites aux femmes et contre les inégalités hommes / femmes.  Elle en démissionne fin 2024 alors qu’elle quitte ses fonctions de Présidente du Conseil Stratégique de Oui Care.
En 2024 Virginie Calmels contribue à la première opération du « Davos des Banlieues » en tant que marraine de l’Association « quartiers d’affaires » présidée par Aziz Senni .
Le 24 juin 2025, Virginie Calmels est élue présidente de Croissance Plus, face à Alexandre Pebereau, pour un mandat de 2 ans. Succédant à Audrey Louail, elle est la deuxième femme à présider l'association d'entrepreneurs.

## Parcours politique
À la suite des élections municipales de mars 2014, Virginie Calmels est élue aux côtés d'Alain Juppé première adjointe, chargée de l'économie, de l'emploi et de la croissance durable. Elle est également vice-présidente de Bordeaux Métropole chargée des sites majeurs d'attractivité économique, depuis le 18 décembre 2015.
En vue des élections régionales de décembre 2015, elle est investie tête de liste d'Union de la droite et du centre dans la région Aquitaine-Limousin-Poitou-Charentes. À l'issue du second tour, le 13 décembre 2015, sa liste arrive en deuxième position derrière celle menée par le député socialiste Alain Rousset, président sortant de l'ancienne région Aquitaine. Sa liste d'union de la droite obtient au 1er tour 27,19% soit seulement 3,20% de moins que le président sortant socialiste Alain Rousset. Au second tour, elle obtient 34,06%, elle ne sera pas élue présidente de la région Nouvelle-Aquitaine. Elle est élue conseillère régionale et préside le groupe d'opposition «Républicains – CPNT» au Conseil régional de Nouvelle-Aquitaine.
Durant son mandat elle a contribué à créer près de 40 000 emplois nets (en installant à Bordeaux des grandes entreprises telles que Ubisoft, Betclic, Hermès, Deezer) tout en faisant baisser la dépense publique de 30% dans son périmètre.
Elle est investie par Les Républicains pour les élections législatives de 2017 en Gironde mais a finalement fait savoir qu'elle ne serait pas candidate, afin de se consacrer à la mairie de Bordeaux,.
En décembre 2016, elle crée son mouvement politique, DroiteLib, « un mouvement pro-Fillon et anti-Macron ». Elle le lance officiellement depuis Bordeaux, le 25 janvier 2017, en présence de François Fillon et d'Alain Juppé. Le 3 mars 2017, dans le cadre de l'affaire Fillon, elle appelle le candidat LR François Fillon à se retirer au profit d'Alain Juppé, sans toutefois démissionner de la campagne.

Logo de DroiteLib.

Elle appelle à une rencontre entre Nicolas Sarkozy, Alain Juppé et François Fillon afin de sortir de la crise en estimant que François Fillon, après le départ de Bruno Le Maire, de l’UDI et des juppéistes n’est plus en mesure de rassembler son camp. Après le refus par Alain Juppé d’être le plan B le 6 mars, et au retour de l’UDI dans la campagne, elle poursuit finalement la campagne de François Fillon. Quelques semaines plus tard, elle participe ainsi à un meeting du candidat à Biarritz.
Début septembre 2017, elle annonce son ralliement à Laurent Wauquiez pour l'élection à la présidence du parti, qui a lieu en décembre, et forme avec lui un ticket pour la présidence des LR. Cette décision est une surprise, dans la mesure où elle incarne un courant libéral plus modéré. Elle assume ces différences de sensibilité mais estime : « Nous sommes complémentaires ».
Le Canard enchaîné rapporte qu'Alain Juppé aurait réagi vivement à cette défection, en déclarant en petit comité : « Virginie Calmels, c'est la logique Endemol. Ça lui rapporte, elle y va. Elle n'a pas de principes,. » Cependant, ce dernier a démenti ces propos,. En annonçant son alliance avec Laurent Wauquiez dans Le JDD, Virginie Calmels affirme : « Je le rejoins en restant ce que je suis. Je suis juppéiste. Je suis libérale. Et je l’assume. Mon tempérament et mon parcours prouvent que je ne suis pas dénaturable. Nos sensibilités diffèrent mais notre socle économique, régalien et éducatif est semblable. Avec lui, nous allons rassembler autour des axes forts : l’humanité, la liberté et la sécurité. »
Commentant le ralliement d'Édouard Philippe à Emmanuel Macron, elle affirme son positionnement à droite, pointant que ceux qui ont rejoint En marche n'ont pas apporté avec eux des projets de la droite : « La hausse de la CSG n'était pas dans le programme d'Alain Juppé. La retraite à 65 ans, la fin des 35 heures, la suppression de l'ISF, la baisse de 100 milliards de la dépense publique et de 40 milliards des charges sociales, les quotas d'immigration, le rétablissement des peines plancher, la hausse des moyens pour l'armée, la police et la justice, etc. Tout cela était dans le programme d'Alain Juppé mais n'est pas dans celui d'Emmanuel Macron. »
À la suite des propos du président de Sens commun dans le mensuel L'Incorrect, Virginie Calmels soutient une exclusion de son président, sans toutefois souhaiter l'exclusion du mouvement. Elle appelle à ce qu'une procédure de clarification à leur égard soit lancée, tout en rappelant : « Si Sens commun tend la main au FN, ils n’ont rien à faire dans notre famille politique. »
Après la victoire de Laurent Wauquiez au congrès des Républicains de 2017, elle est nommée le 13 décembre de la même année première vice-présidente et vice-présidente déléguée des Républicains, devenant ainsi «numéro 2» du parti.
Alors que Virginie Calmels a été évincée par Laurent Wauquiez, Alain Juppé a réagi : « La loyauté c’est parfaitement conciliable avec l’expression d’une certaine diversité de sensibilités qui ne sont pas toutes alignées.
Virginie Calmels et Alain Juppé ont gardé d'excellentes relations amicales. Alain Juppé a déclaré le 13 décembre 2021 au journal Sud-Ouest devant Pierre Hurmic, actuel maire de Bordeaux, qui n’a pas fait de commentaire :« un de mes échecs est de ne pas avoir préparé ma succession. Si je ne m’étais pas trompé Virginie Calmels serait maire de Bordeaux ».
En juin 2018, dans une interview accordée au journal Le Parisien, Virginie Calmels critique la ligne politique prise par Laurent Wauquiez et lui reproche de ne pas assez « rassembler ». Elle est limogée de ses fonctions de vice-présidente des Républicains par Laurent Wauquiez, le 17 juin. Elle est remplacée par Jean Leonetti.
Proposé pour devenir membre du Conseil constitutionnel en février 2019, Alain Juppé démissionne de ses mandats électoraux et choisit pour lui succéder Nicolas Florian. Un temps considérée comme sa dauphine, Virginie Calmels affirme pour sa part avoir annoncé dès 2017 ne pas vouloir briguer cette succession. Dans la foulée, elle annonce aux élus de la majorité municipale sa décision de démissionner de ses mandats municipal et métropolitain afin de retourner dans le secteur privé,.
Le Point révèle que Virginie Calmels a été approchée en 2021 par l'équipe de l'ancien ministre socialiste Arnaud Montebourg pour rejoindre sa campagne présidentielle. « On n'a jamais vu aucune déclaration de sa part montrant son soutien ! » a témoigné Valentin Przyluski, ancien conseiller d'Arnaud Montebourg.
Fin août 2022, elle annonce sa candidature à la présidence des Républicains, dont l'élection aura lieu en décembre de la même année, lors du congrès des Républicains de 2022. La Haute Autorité des Républicains rejette sa candidature au motif qu'elle n'était pas à jour de cotisation au 22 juillet 2022, date fixée par le guide électoral du parti politique, publié le 25 juillet 2022. Le 21 septembre, le tribunal judiciaire de Paris, qui statuait en urgence, « suspend les effets attachés à la décision d'irrecevabilité de la candidature » de Virginie Calmels, et « condamne Les Républicains » à lui verser « la somme de 5 000 euros ». Cette décision suspend la décision des Républicains dans l'attente d'une décision sur le fond. Elle renonce à sa candidature le 2 octobre, dénonçant de « multiples irrégularités juridiques » et des « manœuvres politiciennes »,.

## Idéologie
Elle se définit comme une « ordo libérale pragmatique » et plaide pour une droite libérale, ferme en matière régalienne et qui restaure la méritocratie et l'ascenseur social,. Hostile à tout rapprochement avec le FN, elle est contre la PMA et la GPA, mais favorable à l'adoption pour les couples homosexuels,.
Elle a déclaré ne pas avoir adhéré à la ligne de l'identité heureuse, défendue par Alain Juppé pendant la primaire. À ce sujet, ce dernier déclarera a posteriori : « Virginie avait une vraie capacité d'anticipation et m'avait prévenu qu'“Ali Juppé” était sous-estimé dans la campagne. Ça me paraissait tellement loufoque qu'il y avait entre nous une divergence d'appréciation », en ajoutant que « peut-être que j'aurais dû être plus vigilant pour rectifier le tir sur l'identité heureuse ».
Selon elle, il y avait deux lignes chez les juppéistes, celle de l'identité heureuse portée par Gilles Boyer et Édouard Philippe, et celle à laquelle elle appartenait qui adhérait plus à l'ouvrage d'Alain Juppé Pour un État fort. Elle affirme ainsi : « Qui sait qu'Alain Juppé a mis dans son projet des quotas d'immigration, la restauration des peines planchers, la suppression de l'aide médicale d'État, le durcissement du regroupement familial, davantage de places de prison et de moyens pour la police et la justice ? Si seulement on avait plus parlé du projet Juppé pendant la primaire ».

## Distinctions
- Chevalière de l'ordre national du Mérite (2008)Elle est alors l'une des plus jeunes femmes décorées de cette médaille[73].Lauréate du Prix de la Femme d'Influence 2014, dans la catégorie Politique Espoir[74].

## Publication
- ouvrage collectif - Centre d'étude et de prospective stratégique, Confidences de sens, Publisud, 2005 (ISBN 978-2-86600-940-3)
- Ouvrage collectif, S'ENGAGER !

Associations, fondations, ONG, syndicats, partis politiques : une vingtaine de personnalités engagées témoignent., Fauves Editions, 2023 (ISBN 979-10-302-0503-9)
- J'assume, Paris, éditions de l'Observatoire, 14 mars 2018, 360 p. (ISBN 979-10-329-0276-9)